# Hans Maler
Hans Maler (ur. ok. 1490 w Ulm, zm. ok. 1530 w Schwaz) – niemiecki malarz okresu renesansu.

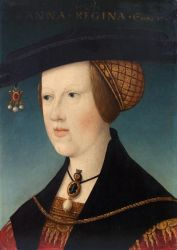
Portret Anny Jagiellonki (ok. 1519)

Działał w Schwaz w pobliżu Innsbrucku. Prawdopodobnie był uczniem Bartholomäusa Zeitbloma. Być może pracował też w warsztacie Bernharda Strigla. Był znakomitym portrecistą. Jego głównym dziełem sakralnym jest Ołtarz Apostołów dla kościoła św. Franciszka w Schwaz (1525-30), którego części znajdują się obecnie na zamku w Trazberg oraz w Germanisches Nationalmuseum w Norymberdze. W swojej twórczości łączył elementy gotyku i manieryzmu.

## Dzieła
- Portret Anny Jagiellonki, królowej Węgier i Czech –  ok. 1519, 44 × 33 cm, Museo Thyssen-Bornemisza, Madryt
- Portret Ferdynanda Habsburga –  1521, 25,3 × 20,9 cm, Kunsthistorisches Museum, Wiedeń
- Portret Moritza Welzera von Eberstein -  1524, 36 × 30 cm, Akademie der Bildenden Künste, Wiedeń
- Portret Marii Welzer   1524, 36 × 30 cm,  Akademie der Bildenden  Künste, Wiedeń
- Królowa Anna Austriaczka –  1525, 34 × 28 cm, Gemäldegalerie, Berlin
- Portret Antona Fuggera –  1525, 42 × 34 cm, Kunsthalle, Karlsruhe
- Matthäus Schwartz –  1527, 41 × 33 cm, Luwr, Paryż